# Curro Vargas (pel·lícula)
Curro Vargas és una pel·lícula sense so, en blanc i negre d'Espanya dirigida per José Buchs segons el seu propi guió sobre la sarsuela del mateix nom amb música de Ruperto Chapí i llibret de Joaquín Dicenta i Antonio Paso y Cano, basada en la novel·la El niño de la bola de Pedro Antonio de Alarcón. La sarsuela s'havia estrenat el 10 de desembre de 1898 i el film, que es va estrenar el 17 desembre de 1923, que va tenir com a protagonistes a Ricardo Galache, Angelina Bretón, María Comendador i José Montenegro.
Durant la dècada de 1920 el film es presentava amb la música original de Chapí, i malgrat no haver-se conservat l'adaptació musical preparada per a acompanyar la pel·lícula, el músic Javier Pérez de Azpeitia va realitzar en la dècada de 2010 una nova adaptació musical sincronitzada amb la pel·lícula per a fer amb un grup de cambra i una cantant que interpretarà els temes vocals: saetas, cançons, etc.

## Sinopsi
La història comença a inicis del segle xix en un petit poble granadí, després de la mort de Juan de Vargas, Curro, el fill d'aquest queda en la misèria. El capellà del poble es fa càrrec del nen. Un dia Curro coneix Soledad i neix l'amor. Amb la intenció de casar-se amb la noia Curro es muda a Amèrica per a enriquir-se, però quan torna Soledad s'ha casat amb un altre.

## Repartiment
- Ricardo Galache	... 	Curro Vargas
- Angelina Bretón	... 	Soledad
- María Comendador… 	Doña Angustias
- José Montenegro	... 	Padre Antonio
- Ramón Meca	... 	Don Severiano
- Laura Pinillos	... 	Rosina
- Antonio Gil Varela 'Varillas'	... 	Timoteo
- María Anaya	... 	Tía Emplastos
- Mariano Aguilar
- Luisito Armenta y Medina
- Alfredo Corcuera
- José María Lado
- Celso Lucio
- Manuel Montenegro
- Fernando Roldán
- Manuel San Germán